# حيتان جديدة
الحيتان الجديدة (الاسم العلمي: Neoceti) هي أصنوفة من الثدييات تتبع رتبة الحيتانيات.

## التصنيف
- حيتان مسننة
  - حيتان مسطحة
    - الدلافين النهرية
      - إسكوالودونات
        - إسكوالودون